# Allyre Bureau
Pour les articles homonymes, voir Bureau.
Allyre Bureau, né le 16 avril 1810 à Cherbourg et mort le 31 octobre 1859 au Texas (États-Unis), est un homme politique, écrivain, traducteur, journaliste et compositeur français.

## Études
Allyre Bureau étudie à l'École polytechnique et au conservatoire de Paris, (1833-1834), où il étudie le violon.

## Carrière politique
Séduit par les idées de Charles Fourier (1772-1837), il quitte l'armée et s'installe à Paris où il gagne sa vie en donnant des cours de musique ou en composant l'accompagnement de romances dont les textes sont souvent écrits par les poètes romantiques qu'il connaît, notamment Théophile Gautier. Il fréquente Victor Hugo, Alexandre Dumas, Gérard de Nerval, mais aussi Liszt et plus tard Berlioz.
Il prend part à Paris à la révolution de 1830 et à celle de 1848. Il se présente aux élections de 1848, 1849 et 1850. Le 13 juin 1849 a lieu une manifestation au cours de laquelle il est arrêté. Il passe cinq mois en prison entre la Conciergerie, la Force et Sainte-Pélagie.
Il est un temps président du Club des républicains-socialistes.
Il émigre ensuite aux États-Unis, sur les pas de son ami Victor Considerant (1808-1893). Il s'y installe avec sa femme, ses trois fils et sa fille. Il y dirige le phalanstère Réunion à partir de 1857.

## Carrière musicale
Allyre Bureau est également un compositeur et un musicien de talent. Ami de l'écrivain Théophile Gautier (1811-1872), il met en musique plusieurs poèmes, dont Barcarolle, La Blanche tombe, Une nuit d’attente.
Plusieurs des chansons qu'il a composées sont très populaires au Texas. Certaines ont même été enseignées dans les écoles. La légende veut qu'il ait apporté le premier piano qu'on ait jamais vu à Dallas.

## Œuvres
- L'Art dans la République. Aux artistes musiciens, 1848
- Aux citoyens électeurs du département de la Marne. Ce que c'est qu'un phalanstérien, 1848
- Plus de conscription, 1849